# Plasmalogen

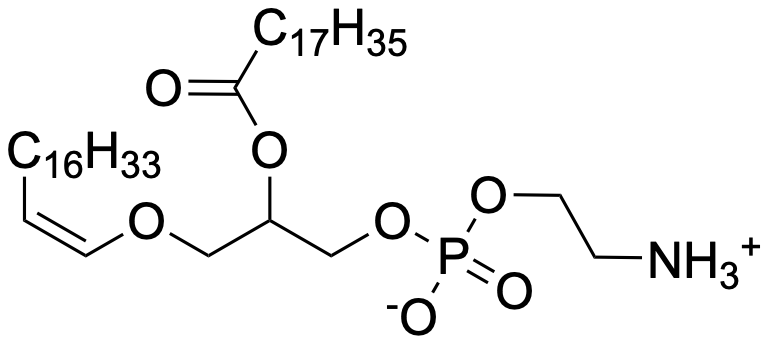
Examplu de plasmalogen cu etanolamină cu legătură caracteristică vinil-eter în poziția sn-1 și legătură ester în poziția sn-2

Plasmalogenele / Plasmalogenii sau eterfosfolipidele sunt o clasă de fosfolipide prezente în toate celulele umane, dar deosebit de abundente în creier, unde reprezintă constituentul major al mielinei. Sinteza lor are loc în peroxizomi și în reticulul endoplasmatic.